# Calypso (Rotterdam)
De Calypso is een in 2013 opgeleverd woontorencomplex aan de Mauritsweg in de Nederlandse stad Rotterdam. De gebouwen zijn ontworpen door Will Alsop, alsook de aangelegen Pauluskerk. Het daadwerkelijke ontwerp is verder uitgevoerd door Van der Laan Bouma Architekten
Het gebouw is genoemd naar de voormalige bioscoop 'Calypso' die op dit terrein stond.

## Galerij

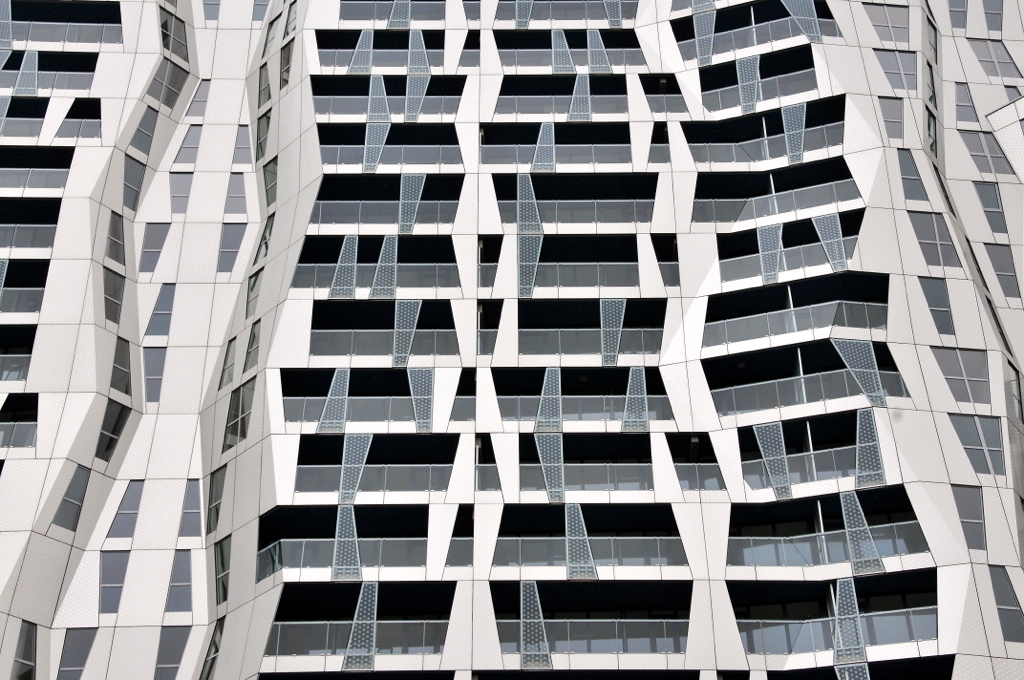
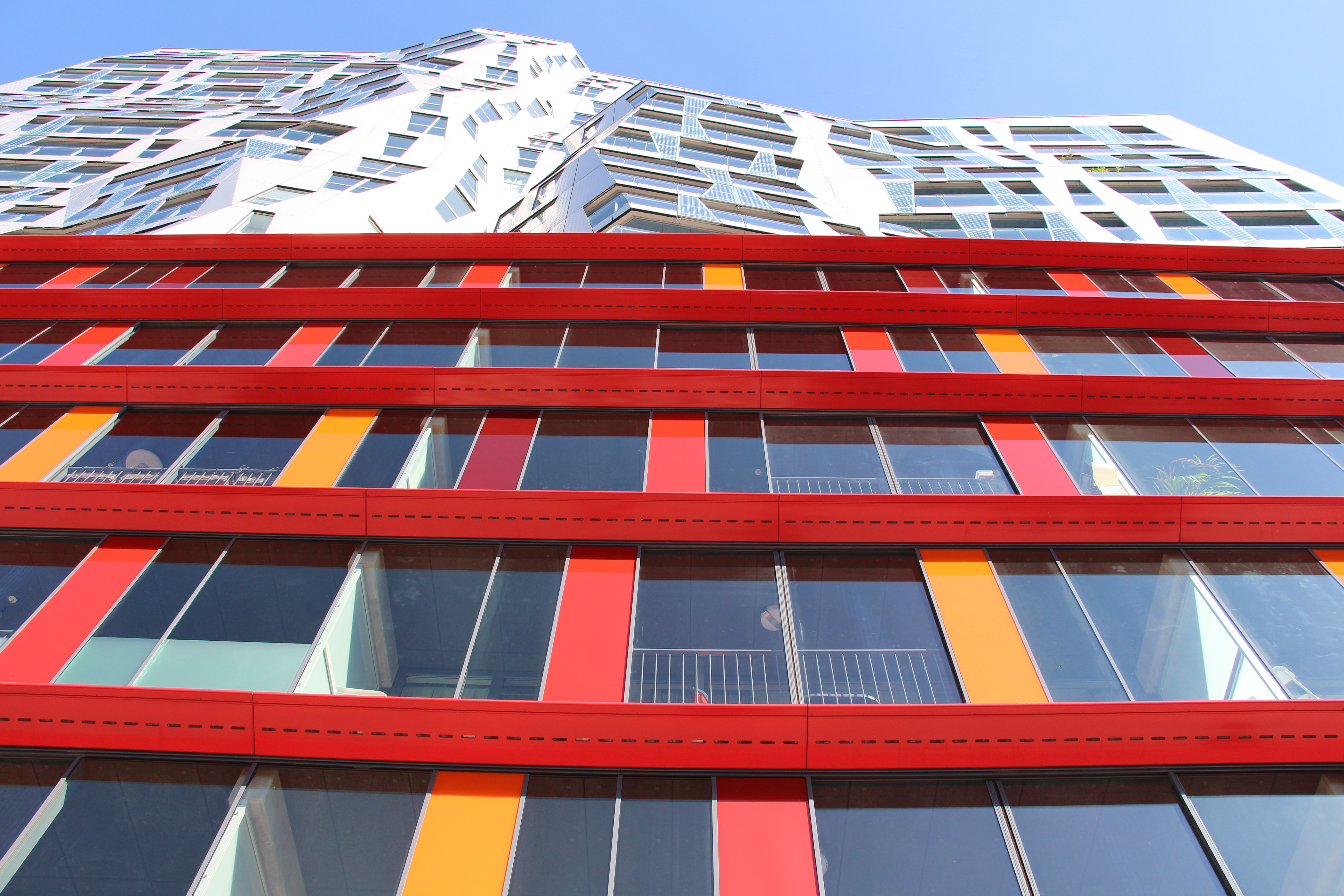
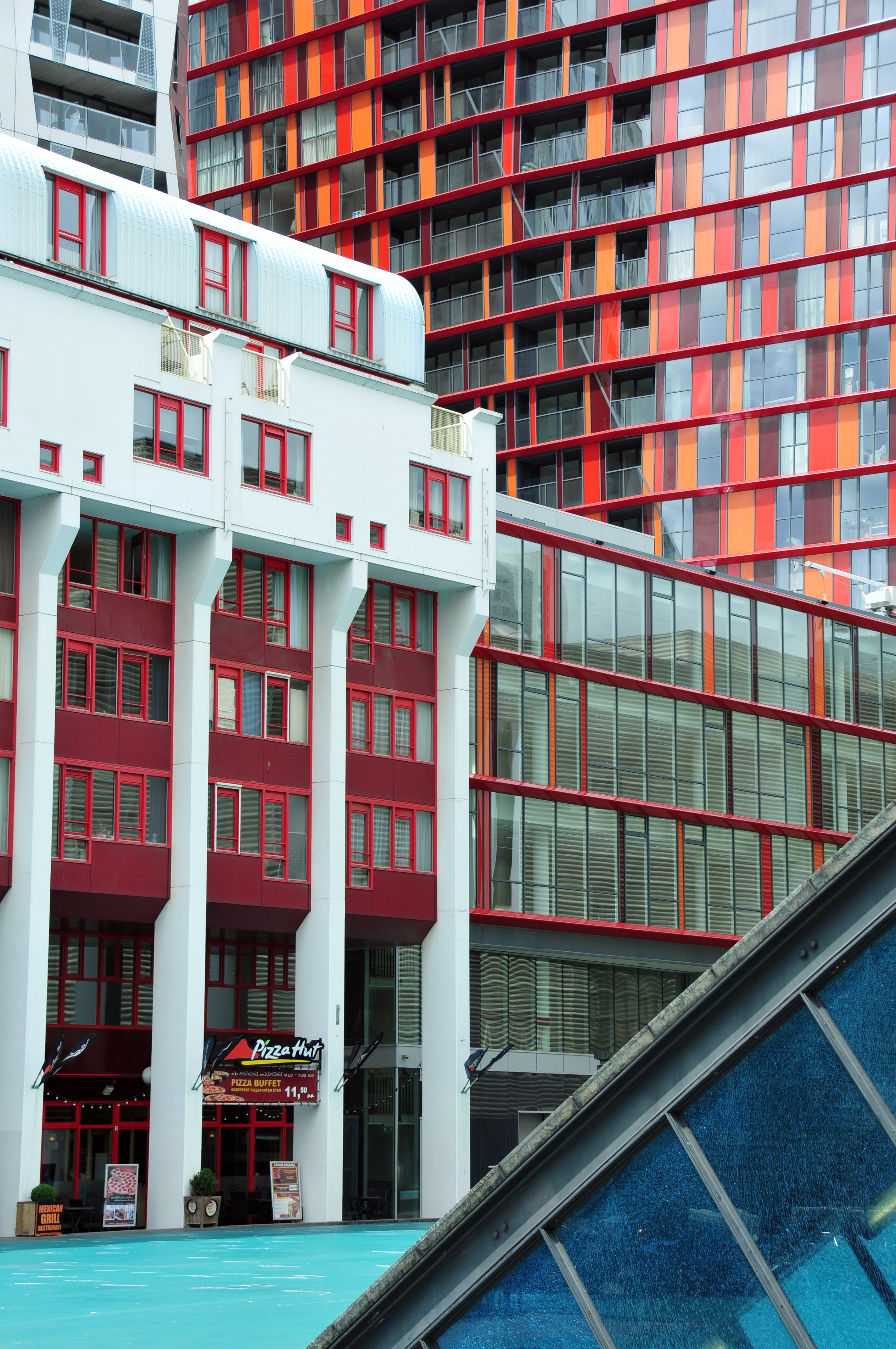